# Новолужнецкий проезд
Новолужне́цкий прое́зд — улица в центре Москвы в районе Хамовники Центрального административного округа между Лужнецкой и Новодевичьей набережными в Лужниках.

## Происхождение названия
Получил название 29 апреля 1957 года по расположению в местности Малые Лужники — местности в излучине Москвы-реки на её левом берегу, напротив Воробьёвых гор, где до XX столетия находились заливные луга и село Лужниково, упомянутое в грамоте 1472 года. Приставка «ново» дана для отличия от Лужнецкого проезда.

## Описание
Проезд начинается от Третьего транспортного кольца и Лужнецкой набережной (там находится дом 1 — бензозаправка), идёт на юго-запад, проходит под Лужниковским метромостом Комсомольского проспекта, далее на северо-запад и возвращается к Третьему транспортному кольцу у Бережковского моста и Новодевичьей набережной.
Нумерация домов в районе Новолужнецкого проезда трудна для понимания: на одной и той же автомобильной дороге одни дома имеют номера по Новолужнецкому проезду, другие по Лужнецкой набережной, третьи по улице Лужники. Дома начинаются сразу же после дома 10, корпус Б по Лужнецкой набережной и заканчиваются у Бережковского моста. По другую сторону Новолужнецкого проезда параллельно ему находится дом 24 по улице Лужники (Олимпийский комплекс «Лужники»). Все дома нечётные.
Наиболее примечательное здание в проезде — дом 15, у самого Бережковского моста, под Третьим транспортным кольцом. Там расположен хозяйственный корпус Олимпийского комплекса «Лужники». Дом 9 «Гермес» находится на территории ярмарки, в нём расположены торговые фирмы.
В проезде находятся две автобусно-троллейбусные станции, откуда троллейбусы уходят в сторону центра (одна из них временно закрыта). Проезд разделяет Олимпийский комплекс «Лужники» и ярмарку Лужники. В районе дома 9 («Гермес») и автобусной станции эти два комплекса соединены дорожками, пересекающими проезд.
С двух сторон проезд перегорожен шлагбаумами, проезд ограничен. Общественный транспорт через весь проезд не проходит, троллейбусы и автобусы круто выруливают в сторону центра. Вдоль проезда паркуются автомашины, большинство из которых принадлежат торговцам ярмарки.

## Примечательные здания и сооружения
- Дом 1 — автомойка и автозаправочная станция;
- Дом 3 — автобусно-троллейбусная станция «Лужники-Южная»;
- Дом 5 — по этому адресу прописаны многие павильоны ярмарки «Лужники»;
- Дом 9, строение 1 — торговый центр «Гермес»;
- Дом 13 — автобусно-троллейбусная станция «Лужники-Северная» (временно закрыта);
- Дом 15 — хозяйственный корпус Олимпийского комплекса «Лужники»; рекламное агентство РИА «Лужники».